# Pollak
De pollak of  witte koolvis (Pollachius pollachius) is een straalvinnige vis uit de familie van de kabeljauwen (Gadidae) en behoort tot de orde van de kabeljauwachtigen (Gadiformes). De volwassen vis is ongeveer 75 cm, maar kan een lengte bereiken van 130 cm, 18 kg wegen en acht jaar oud worden.
De vis is bruingroen van boven, de flanken zijn meer gelig, en de buik is wit. Er zijn drie rugvinnen met respectievelijk 11-14, 15-21 en 15-20 vinstralen. De aarsvinnen hebben 23-24 en 16-21 vinstralen.

## Leefomgeving
De pollak is een zoutwatervis. De pollak leeft hoofdzakelijk in het noordoostelijk deel van de Atlantische Oceaan, bij Noorwegen, de Faeröer, IJsland tot aan de Golf van Biskaje, maar ook in de Oostzee. De diepteverspreiding is 0 tot 200 m onder het wateroppervlak. 

## Relatie tot de mens
De pollak is voor de beroepsvisserij van aanzienlijk belang, maar minder gewild bij zeehengelaars. Jonge pollakken worden wel aan de kusten van de Lage Landen aangetroffen. Trends in het voorkomen van de pollak worden sinds 1997 door de stichting ANEMOON met behulp van waarnemingen door sportduikers in de Oosterschelde en het Grevelingenmeer bijgehouden. De vis kan in grote zee-aquaria worden bezichtigd. 